# San Tirso (Vega de Valcarce)
San Tirso es una localidad perteneciente al municipio de Vega de Valcarce en la comarca leonesa del Bierzo. Se encuentra ubicada al oeste de la capital municipal, en una ladera en la margen derecha del río de las Lamas, a unos 940 metros de altitud. Su población, en 2013, es de dieciséis habitantes.  Administrativamente, forma, junto a Las Lamas una única Entidad Local Menor.

## Historia
En 1834, cuando se realizó en España la primera división del territorio nacional en partidos judiciales, San Tirso quedó adscrito al partido judicial de Villafranca del Bierzo.  En 1966 se suprimió el partido judicial de Villafranca del Bierzo y pasó a estar adscrito al partido judicial de Ponferrada.
En 1858 contaba con la categoría de aldea y 127 habitantes.

## Comunicaciones
La carretera LE-4119 comunica San Tirso con la N-006a.

## Lugares de interés
En un cerro en las cercanías de San Tirso encontramos los restos prerromanos de Anteiro.